# Jungle Rot
Jungle Rot — американская дэт-метал-группа из Кеноши, США. Она была образована в 1994 году и после записи двух демок заключили контракт с независимым лейблом Pure Death Records. В 1996 году Jungle Rot выпустили свой первый альбом, Skin the Living. Впоследствии, несмотря на частые переходы между лейблами, группа регулярно записывала последующие альбомы, порой даже выпуская их своими силами (Warzone, 2006). В 2009 году был подписан контракт с Napalm Records, за которым последовал альбом What Horrors Await. После этого Jungle Rot снова сменили лейбл, теперь они работают с Victory Records, где в 2011 году записали  альбом Kill on Command. В настоящее время группа выпустила еще два студийных альбома: Terror Regime (2013) и Order Shall Prevail (2015).  В 2018 вышел еще один альбом - Jungle Rot

## Дискография

### Студийные альбомы
- 1996 Skin the Living
- 1997 Slaughter the Weak
- 1998 Darkness Foretold
- 2001 Dead and Buried
- 2004 Fueled by Hate
- 2006 Warzone
- 2009 What Horrors Await
- 2011 Kill on Command
- 2013 Terror Regime
- 2015 Order Shall Prevail
- 2018 Jungle rot
- 2022 A Call to Arms